# Рефакция
Рефакция (от фр. refaction; букв. скидка) — снижение цены с массы или оптовых цен на товары, чьё качество не соответствует тому, что было предусмотрено договором оферты, ТУ либо базисной кондицией (стандартом качества). Рефакция предоставляется продавцом (изготовителем) в случае частичной утраты или нанесения вреда товару (например при транспортировке или ненадлежащих условиях хранения). Например, в контексте контракта на строительные работы, связанного с наложением пломбы на взлётно-посадочной полосе аэродрома, представитель организации-заказчика отмечает разницу в качестве соединений, но не ставит под сомнение общее существование услуги и может потребовать снижения цены от подрядчика. Затем скидка рассчитывается на основе остатка, выплачиваемого держателю, с учетом авансов, депозитов, скидок, штрафов за просрочку платежа и процентов за просрочку платежа. Наибольшее распространение рефакция получила во внешнеторговых сделках.
На транспорте под рефакцией понимается скидка с базового тарифа, предоставляемая грузоперевозчиком заказчику при условии перевозки одним и тем же физическим или юридическим лицом известного количества груза в определенный срок. Такого рода рефакция часто встречается во внешнеторговых сделках на поставку зерна.
Антонимом термину рефакция является бонификация, а синонимом обратная (оборотная) бонификация.